# Ultraviolet
Ultraviolet är en amerikansk film från 2006 i regi av Kurt Wimmer.

## Handling
Efter en katastrof i framtiden har ett artificiellt framställt virus förvandlat många människor till en slags vampyrer med psykiska krafter. De smittade sätts i läger. Bland de smittade har det uppkommit en motståndsrörelse och en av dess medlemmar är Violet som tar upp kampen mot den styrande diktaturen.